# Журавка (Сумский район)
Журавка (укр. Журавка) — село в Сумском районе Сумской области Украины. Входит в состав Хотинской поселковой общины.
Код КОАТУУ — 5924781104.
10 апреля 2025 года по информации Минобороны РФ село было захвачено.

## Географическое положение
Село Журавка находится на берегу реки Снагость, выше по течению на расстоянии в 2,5 км расположено село Беловоды, ниже по течению примыкает село Николаево-Дарьино. Село находится на границе с Россией.

## Население
Население по переписи 2001 года составляло 158 человек.

### Языковой состав
Родной язык населения по данным переписи 2001 года:
| Язык       | Численность, чел. | Доля     |
| ---------- | ----------------- | -------- |
| Украинский | 140               | 88,61 %  |
| Русский    | 17                | 10,76 %  |
| Другое     | 1                 | 0,63 %   |
| Итого      | 158               | 100,00 % |

## Экономика
- Молочно-товарная ферма.